# Dendrobium striaenopsis
Dendrobium striaenopsis är en orkidéart som beskrevs av Mark Alwin Clements och David Lloyd Jones. Dendrobium striaenopsis ingår i släktet Dendrobium, och familjen orkidéer. Inga underarter finns listade i Catalogue of Life.